# Monasterio de Santo Domingo de Silos
El Monasterio de Santo Domingo de Silos, con anterioridad al santo llamado Monasterio de San Sebastián de Silos, es una abadía benedictina ubicada en la parte oriental de un pequeño valle, que el primer documento del Archivo de Silos, del año 954, ya lo denomina valle de Tabladillo perteneciente al municipio de Santo Domingo de Silos, en la provincia de Burgos en Castilla y León en España. Se halla comunicado por tres carreteras secundarias que desembocan, por Aranda de Duero y por Lerma, con la nacional A-1, y por Hacinas, con la N-234. Su claustro es una de las obras maestras del románico español.

## Historia

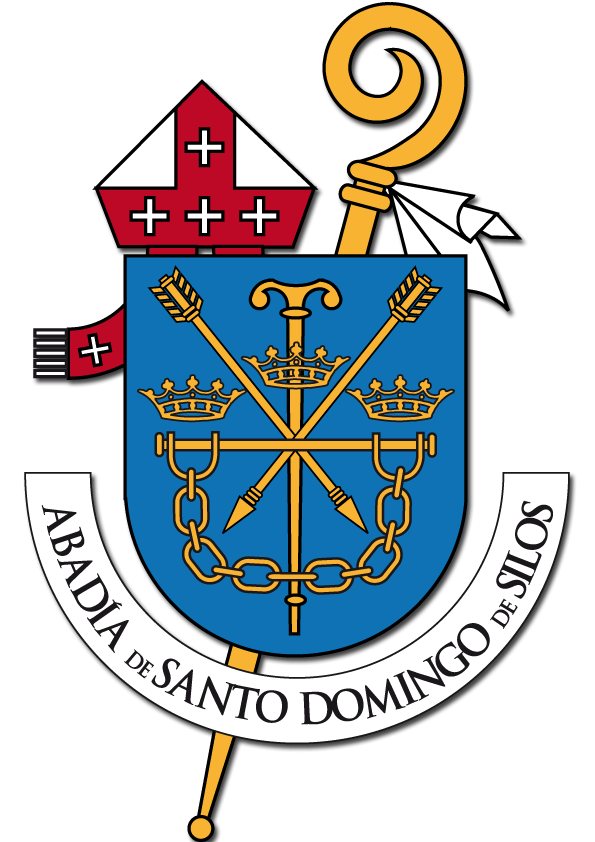
Escudo de la Abadía

Es un documento del año 954, que se conserva en el archivo monástico, el que desvela por primera vez el Monasterio de San Sebastián de Silos. Según una leyenda del siglo XV el monasterio se remonta a la época visigótica (siglo VII). En el siglo X, llamado aún San Sebastián de Silos, y en especial durante el periodo en que el conde Fernán González gobierna en Castilla (930-970), parece surgir la comunidad monástica alcanzando un pujante actividad que decae bajo las razias de Almanzor. Desaparecido este en 1002 y recobrada la serenidad, el monasterio se encuentra arruinado y maltrecho. Debido a los estragos de Almanzor, el monasterio cae en decadencia. Será en el año 1041, enviado por el rey Fernando I de Castilla, cuando llegue el monje riojano Domingo, natural de la localidad de Cañas. Es nombrado abad y con su ímpetu restaurador y su santidad, amplía y reforma  el monasterio. Morirá el abad el 20 de diciembre de 1073. Será canonizado en el 1076 y, por fama de sus milagros su tumba se convierte en lugar de peregrinación.
Cuando en 1041 Domingo, prior del monasterio de San Millán de la Cogolla, se refugia en Castilla huyendo del rey de Navarra, es bien recibido por el monarca leonés Fernando I que le confía la misión de restablecer el antiguo esplendor y dar nuevo auge al monasterio de Silos puesto bajo la advocación de San Sebastián. Con el decidido impulso de Santo Domingo como abad del cenobio se erigió la iglesia románica, magnífico templo de tres naves y cinco ábsides consagrado en 1088 por el abad Fortunio, el claustro que aún perdura, y el resto de las dependencias monacales. A la muerte del santo, el monasterio toma su patrocinio y pasa a denominarse Santo Domingo de Silos.
Hacia 1170, la dama de origen noble Juana de Aza, que estaba encinta, peregrina a Silos en busca de dirección espiritual. Su hijo, Domingo de Guzmán será bautizado así en honor del santo patrono de la abadía.
En el siglo XVIII se deja sentir la necesidad de ampliar las instalaciones, principalmente la cabida de la iglesia. Se encomienda al arquitecto Ventura Rodríguez llevar a cabo las debidas reformas. Se derribó el templo románico[cita requerida] para sustituirlo por otro de planta de cruz griega inscrita en un cuadrado (planta claramente barroca), que es el que hoy existe. Del primitivo queda como vestigio el ala sur del transepto y la Puerta de las Vírgenes que abre al claustro. La falta de recursos económicos hizo que el propio claustro no tuviera un mismo final que la iglesia. La zona habitacional de los monjes sufrió un pavoroso incendio en 1970, y se redujo a cenizas. Durante 1971 y 1972 se acometió la restauración de la zona devastada por el fuego, dejando el monasterio prácticamente tal y como podemos verlo en la actualidad. 

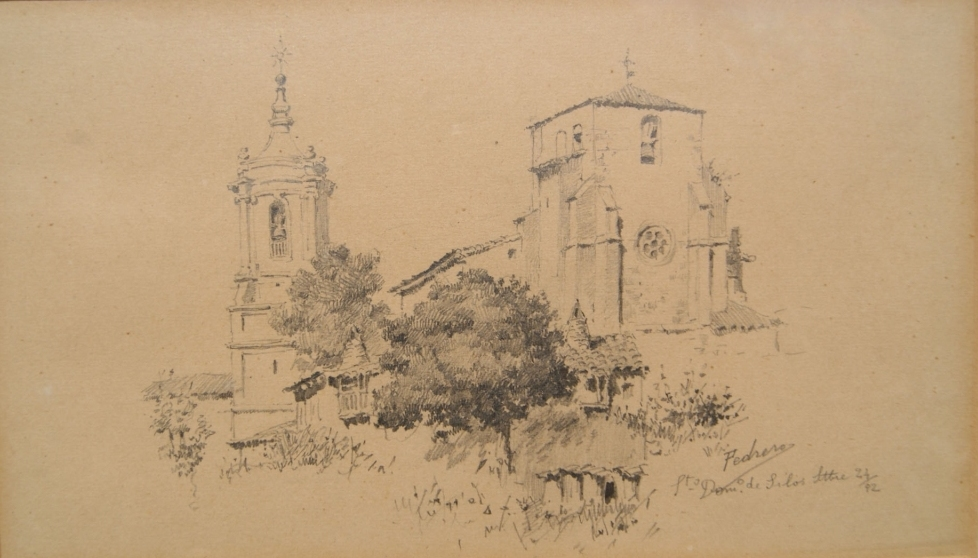
Monasterio de Santo Domingo de Silos en un dibujo de Mariano Pedrero (1892)

El 17 de noviembre de 1835, obedeciendo el decreto de exclaustración del gobierno de Mendizábal, la comunidad se dispersa y se interrumpe la vida monástica benedictina de Silos durante cuarenta y cinco años.  Será el 18 de diciembre de 1880 cuando un grupo de monjes benedictinos de la abadía francesa de San Martín de Ligugé, ante la imposibilidad de seguir en su monasterio por las leyes francesas, abandonan su abadía y llegan a Silos. Estos monjes estaban dirigidos por Don Ildefonso Guepin, monje de Solesmes, restaurarán la vida monástica en el monasterio castellano y los salvarán de una ruina total. Cabe destacar que, en una visita al monasterio, el poeta Gerardo Diego compuso el famoso soneto El ciprés de Silos, considerado como uno de los mejores sonetos de la literatura española. 
Desde el siglo XX hasta la actualidad, la comunidad de Silos ha tenido y tiene una gran vitalidad: con su testimonio, con celebraciones litúrgicas, con sus aportaciones a la cultura y con su irradiación, fundando varias casas nuevas en España, como Nuestra Señora de Estíbaliz en Álava o San Salvador Leyre en Navarra, incluso en Hispanoamérica: México y Argentina.
Por tanto, el monasterio es un testimonio vivo de la rica historia y cultura de la región y sigue siendo un lugar de gran importancia espiritual y artística en la actualidad.

## Claustro

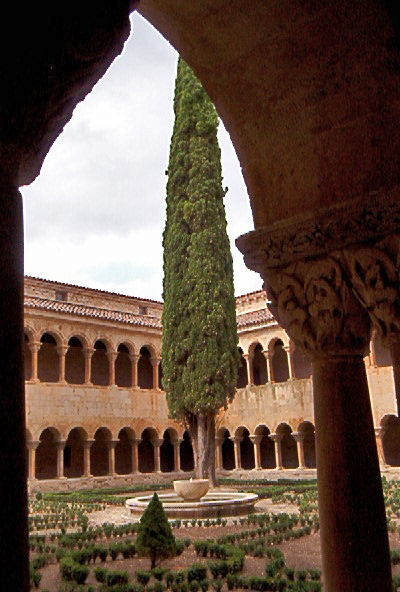
Claustro de Silos.

El claustro era el lugar de evocación y encuentro. Su construcción se inició poco después de 1080. Tiene forma de cuadrado regular, las dos pandas tanto la este como la norte tienen catorce arcos por lado. Este número, que es duplo de siete, hace referencia a la perfección y a lo sagrado. El objetivo del espacio monástico de la Edad Media, era crear un sitio de santidad frente al mundo exterior donde se encontraba el mal. Es por ello que el claustro se denominaba “paradiso” en algunos monasterios. 
En el claustro de Santo Domingo de Silos las imágenes de capiteles y machones acentuaban la relación entre el cielo y la tierra. Paseando por el claustro el cenobita podía encontrar un paraíso ya que los capiteles tienen figuras de animales reales o imaginarios y elementos vegetales. En los machones angulares se encuentran escenas de la muerte, la glorificación y la resurrección de Cristo.
El claustro de Silos es de doble planta, siendo la inferior la más antigua y la de mayor mérito. Forma un cuadrilátero de lados ligeramente desiguales, de los que el menor mide 30 m y el mayor 33,12 m. Los lados norte y sur constan de 16 arcos, mientras que los lados este y oeste de solo 14. Como las parejas de lados opuestos no son de igual dimensión a pesar de tener el mismo número de arcos, las luces de estos tampoco son idénticas, variando entre 1,00 y 1,15 m. Los arcos son de medio punto y descansan sobre capiteles que, a su vez, lo hacen sobre columnas de doble fuste monolítico de 1,15 m de longitud; solo los soportes centrales de cada galería están formados por fustes quíntuples, salvo uno de ellos, el del lado norte, que es cuádruple y torsado. Toda la arquería va montada sobre un podio corrido con una abertura para acceder al jardín interior.
El claustro inferior debió levantarse entre la segunda mitad del siglo XI y primera del XII, mientras que el claustro superior se construyó en los últimos años de ese mismo siglo. En el inferior se perciben claramente dos fases de ejecución: durante la primera, que corresponde a las últimas décadas del siglo XI, se llevaron a cabo las galerías norte y este; la segunda se desarrolló en el siguiente siglo y en ella se ejecutaron las galerías sur y oeste. Cada fase refleja una forma de hacer y un estilo diferentes atribuibles a dos maestros distintos que emplearon sus propios talleres. Como rasgos diferenciadores, los fustes de las columnas de la primera etapa están más separados y presentan mayor éntasis, y las tallas son de poco relieve y escaso movimiento. Las figuras del segundo taller son más realistas y poseen mayor volumen.
En el plano artístico lo más destacable es la colección de los 64 capiteles de que consta el claustro bajo y los relieves que ornamentan las caras interiores de las cuatro pilastras que forman los ángulos de la galería. Al primer maestro serían asignables seis de los relieves con las siguientes escenas:
- Ángulo sudeste: La ascensión y Pentecostés.
- Ángulo noreste: El sepulcro y El descendimiento.
- Ángulo noroeste: Los discípulos de Emaús y La duda de Santo Tomás.

El segundo maestro sería el autor de los dos relieves restantes:
- Ángulo sudoeste: La anunciación a María y El árbol de Jessé.

Este segundo maestro que realizó los últimos machones posiblemente procediese de Galicia, ya que la Coronación y Anunciación de María están tratados al modo de Santiago de Compostela, con mucha abundancia de plegados y con los cabellos acaracolados (similar al profeta Daniel que aparece en las Jambas de Santiago de Compostela). El árbol de Jessé es muy importante desde el punto de vista iconográfico, por estar relacionado con la vidriera del mismo nombre de San Denis, y por tratarse de un tema utilizado para decorar el parteluz de Santiago de Compostela.
Los capiteles, y en especial los del segundo artista, son obras maestras de la iconografía románica y es lo que más se admira y llama la atención de todo el claustro. Sus temas son muy variados: desde los que representan escenas bíblicas o evangélicas, hasta los figurativos de animales quiméricos, grifos, leones, arpías, centauros, aves fabulosas y toda clase de elementos vegetales.
Son de destacar también la Puerta de las Vírgenes, que comunica el claustro con la iglesia y que constituye un vestigio del primitivo templo románico, y la fachada de la desaparecida sala capitular que se abría a la galería oriental, así como el artesonado mudéjar ricamente decorado con cerca de 700 figuras y escenas de la Castilla de los siglos XIV y XV.

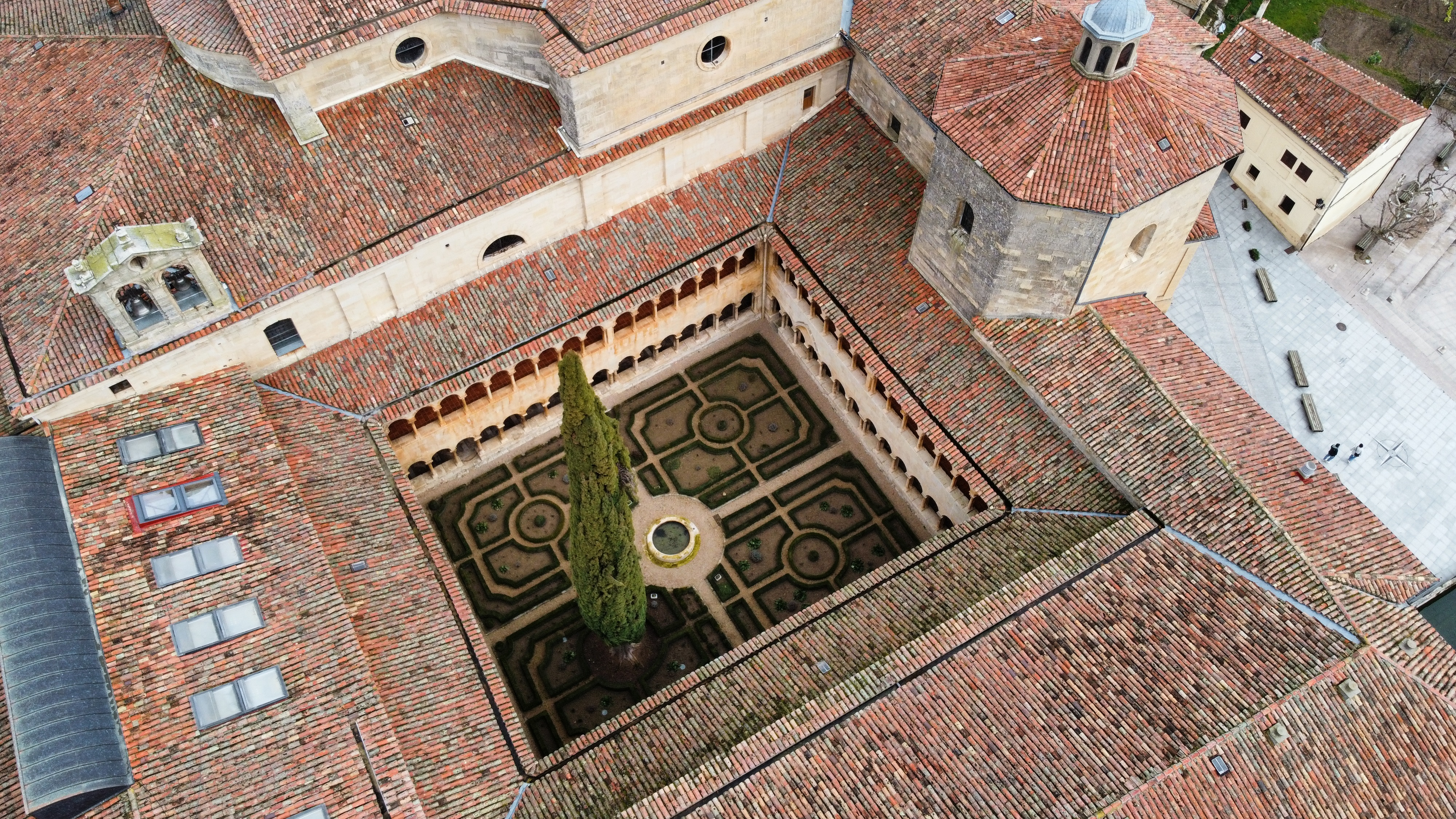
Vista aérea del claustro con su conocido ciprés.

Dentro del patio del claustro, en el ángulo suroeste, se alza un imponente y frondoso ciprés que se ha convertido en el icono del monasterio. Tiene más 130 años y supera los 30 metros de altura. En él habitan multitud de pájaros que se dejan oír al atardecer rompiendo en silencio propio del claustro. Se le considera símbolo de eternidad y trascendencia y el poeta Gerardo Diego, en su poema El ciprés de Silos compuesto en 1924, lo define como “Enhiesto surtidor de sombra y sueño”:

Enhiesto surtidor de sombra y sueño

que acongojas el cielo con tu lanza.

Chorro que a las estrellas casi alcanza

devanado a sí mismo en loco empeño.

En el pasillo este se halla el cenotafio de santo Domingo, quien murió en el año 1073 y fue enterrado en ese lugar donde se encuentra una tumba antropomórfica. Tres años después fueron trasladados a la iglesia y en el siglo XIV se cubrió, dejando a la vista la sepultura, con una laude sepulcral apoyada en tres leones con la efigie pontifical del santo.

## Otras dependencias
- La botica: nació a raíz del mal funcionamiento de la propia botica civil del pueblo de Silos, por esto el abad del momento decide crear una botica en el monasterio, que en sus inicios fue dirigida por Fray Gregorio de Hoyos. Esta botica no funcionaba mediante un método de pago normal, sino por “igualas”, que se estipulaba en torno a una cantidad especificada de cereal, e incluso se podía pagar de forma anual. Los aldeanos que asistían a esta botica tan solo debían llevar una receta firmada por el médico y el boticario te preparaba la receta en el acto. Cuando Fray Gregorio de Hoyos murió, fue sustituido por Fray Isidoro de Saracha, un estudioso de la flora española, que dotó al jardín botánico de muchas nuevas especies. Fue en el siglo XIX cuando la botica pasa a manos del último boticario, que no era monje, sino civil, Francisco Palomero, que decide trasladar la botica a una casa fuera del monasterio. Cuando este murió, la botica ya no tenía dueño y se decidió vender el material. La botica finalmente iba a ser vendida a un boticario extranjero, pero un empresario, procedente de Bilbao, no estaba concorde con este hecho y decidió comprarla la botica el mismo y devolvérsela al monasterio. La botica se configuraba en dos estancias: por un lado, el laboratorio iatroquímico, usado para poner en práctica los conocimientos que los monjes adquirieron de la alquimia, como la fabricación de ungüentos y pócimas. La segunda estancia se configura como biblioteca y botamen, donde almacenaban los diferentes botes que utilizaban en sus remedios y los libros que recogían todo el conocimiento sobre botánica.
- El museo: se encuentra en una sala de la época medieval, y en él se exponen las piezas principales que sobrevivieron a las desamortizaciones de 1835. Entre estos objetos podemos encontrar: esculturas mozárabes y románicas, testimonios sobre la vida del monasterio, pinturas y orfebrería, y otras piezas de gran valor como el tímpano de una de las puertas de la ya destruida iglesia de Silos.
- La biblioteca: hasta la invención de la imprenta el monasterio tenía, desde el siglo X, un scriptorium y un archivo, donde se producían y guardaban los manuscritos. Cuando en el siglo XV aparece el libro impreso, la comunidad comenzará a guardar éstos en la biblioteca, separada del archivo. Según un catálogo que se guarda en el archivo, en el año 1810 la biblioteca tenía ya 4962 obras, más 80 prestadas. La mayor parte de los fondos de la biblioteca monástica de Silos se dispersó durante la exclaustración de 1835-1880. Únicamente quedó un reducido número de volúmenes en las estanterías de las estancias ocupadas por el cura párroco. La antigua biblioteca se hallaba ubicada, desde el siglo XVII al XIX, en las plantas primera y segunda de la crujía extrema este. En los años siguientes a la restauración de 1880 se colocaron los libros en el área de la antigua botica o planta baja de la crujía oeste. Posteriormente se trasladó al lugar actual, la plata alta de la crujía oeste del monasterio actual. Poco a poco ha ido ocupando zonas vecinas, hasta la crujía norte del monasterio actual, en tres niveles, a medida que ha ido aumentando el número de libros. La biblioteca actual, formada lentamente desde 1880, cuenta en la actualidad con cerca de 190000 volúmenes.
- La iglesia: fue la propia comunidad benedictina quien contrató los servicios de Ventura Rodríguez, que fue el arquitecto principal durante el reinado de Fernando VII. En 1751 se demolió la antigua iglesia y ese mismo año comenzó la construcción de la nueva. Los planos originales aun se conservan en el archivo, en los cuales constan una cúpula y un cimborrio que finalmente fueron suprimidos del proyecto por problemas económicos, también fue finalmente suprimida una de las torres, la del lado norte y el templo se inauguró el 8 de septiembre de 1792.

## Galería de imágenes

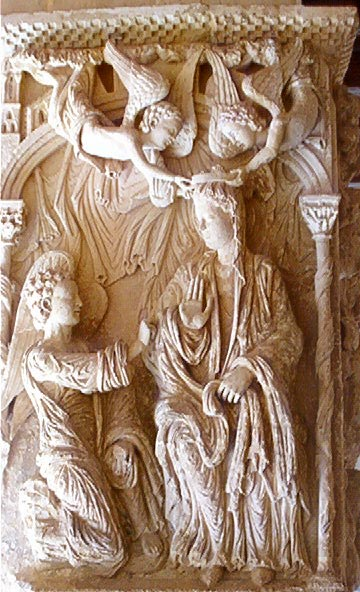
La anunciación a María
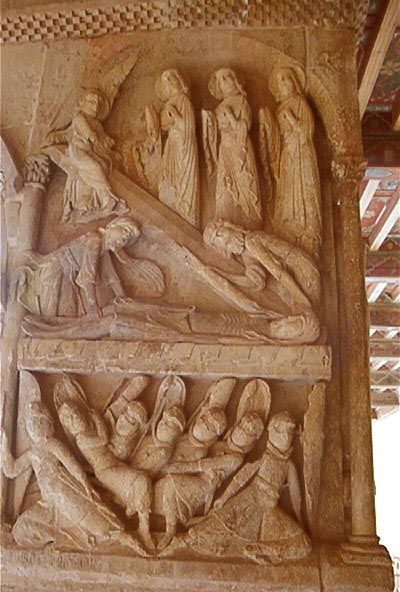
El sepulcro
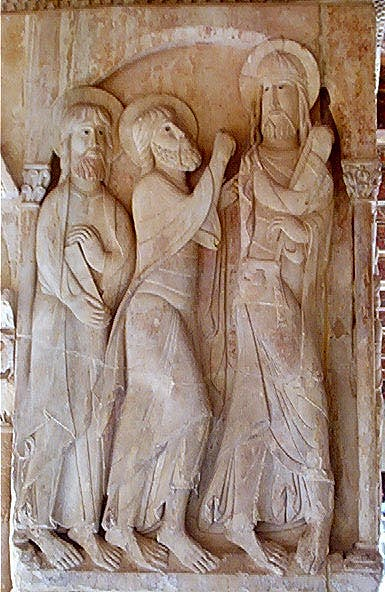
Los discípulos de Emaús
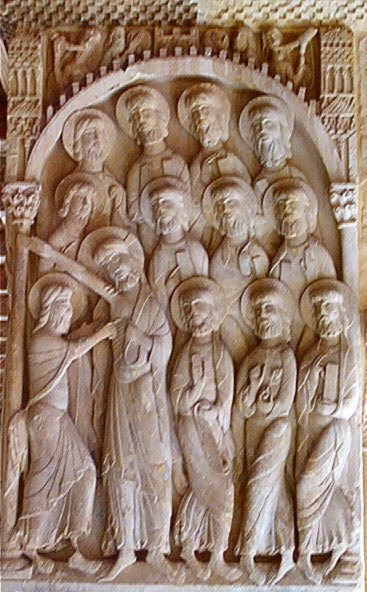
La duda de Santo Tomás
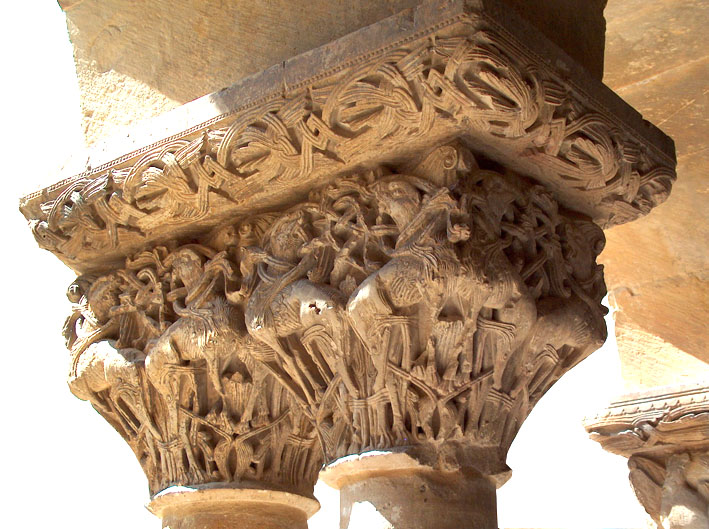
Capitel doble del 1.º maestro
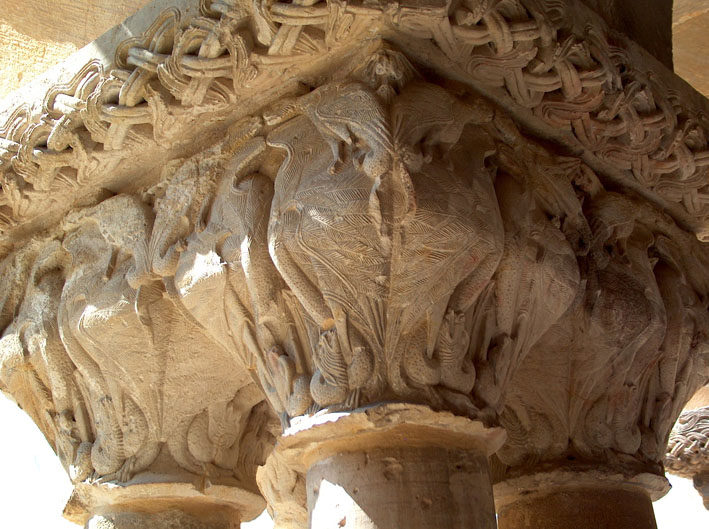
Capitel cuádruple del 1.º maestro
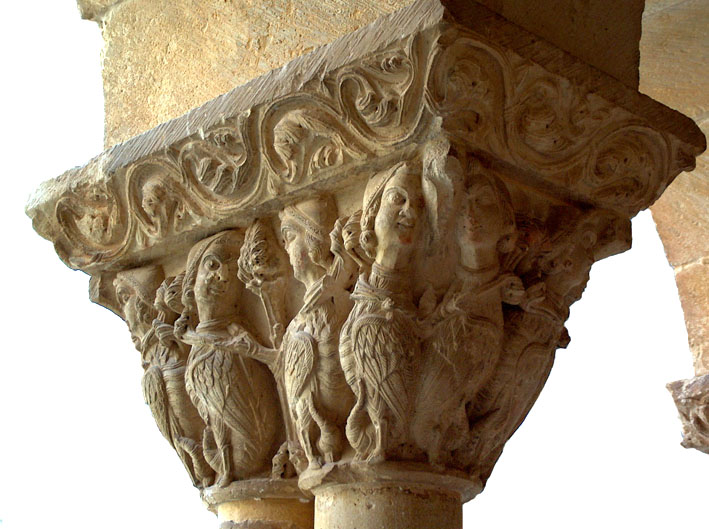
Capitel doble del 2.º maestro
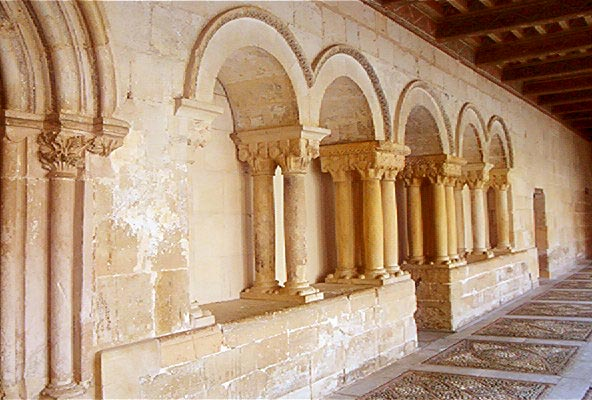
Fachada de la sala capitular
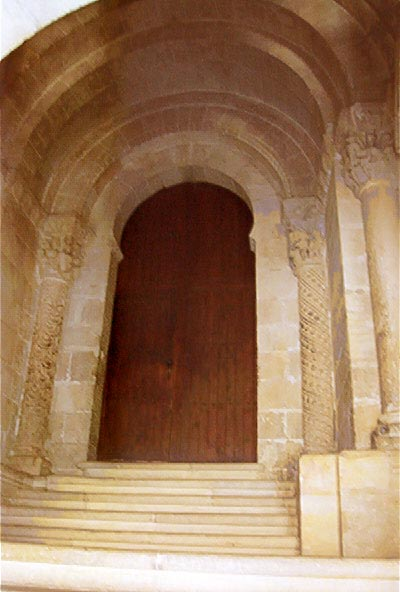
Puerta de las Vírgenes
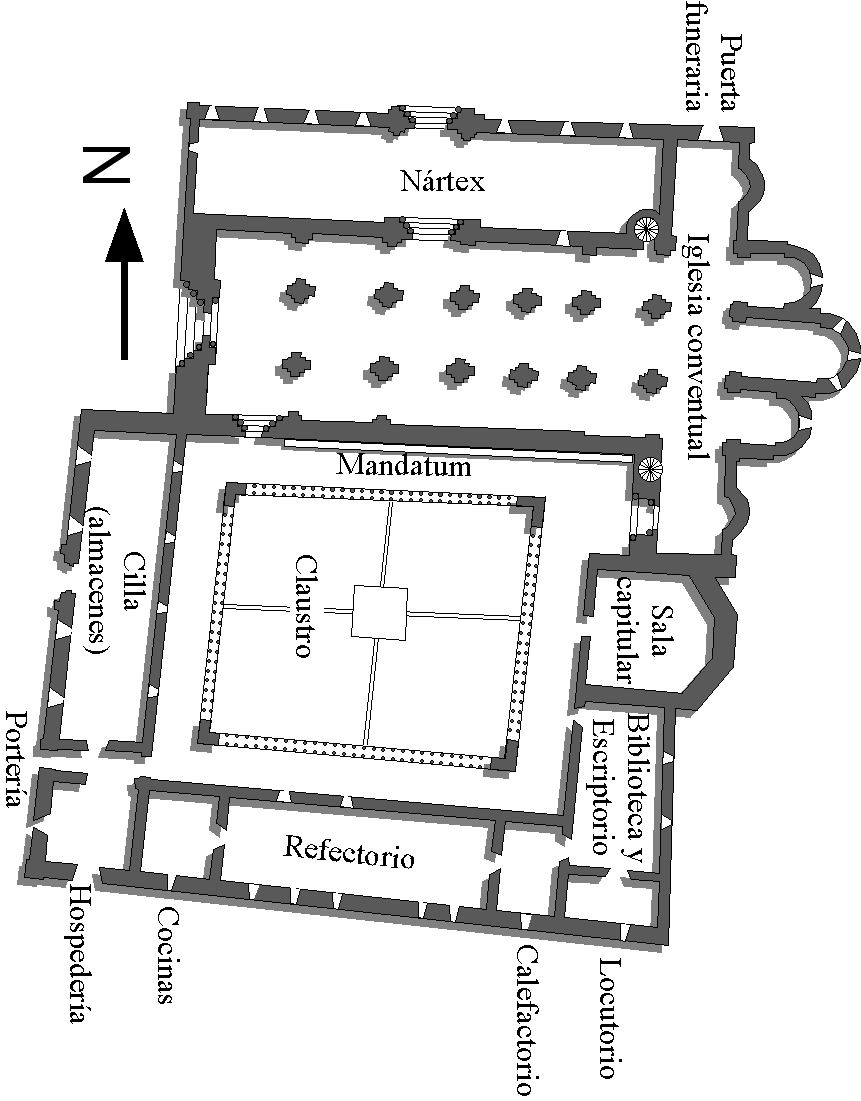
Planta del primitivo monasterio, tal como sería en el siglo XII
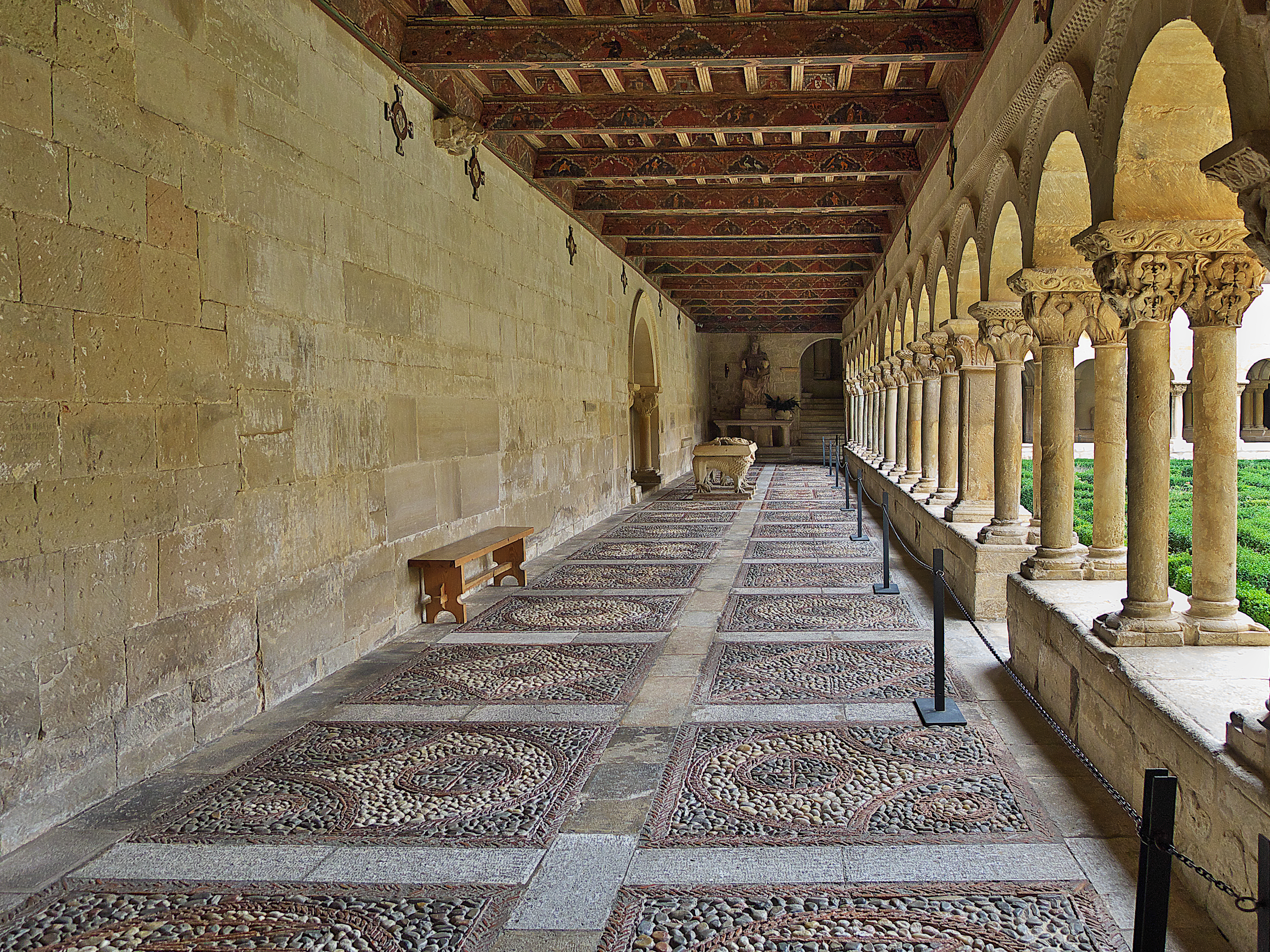
Galería norte del claustro
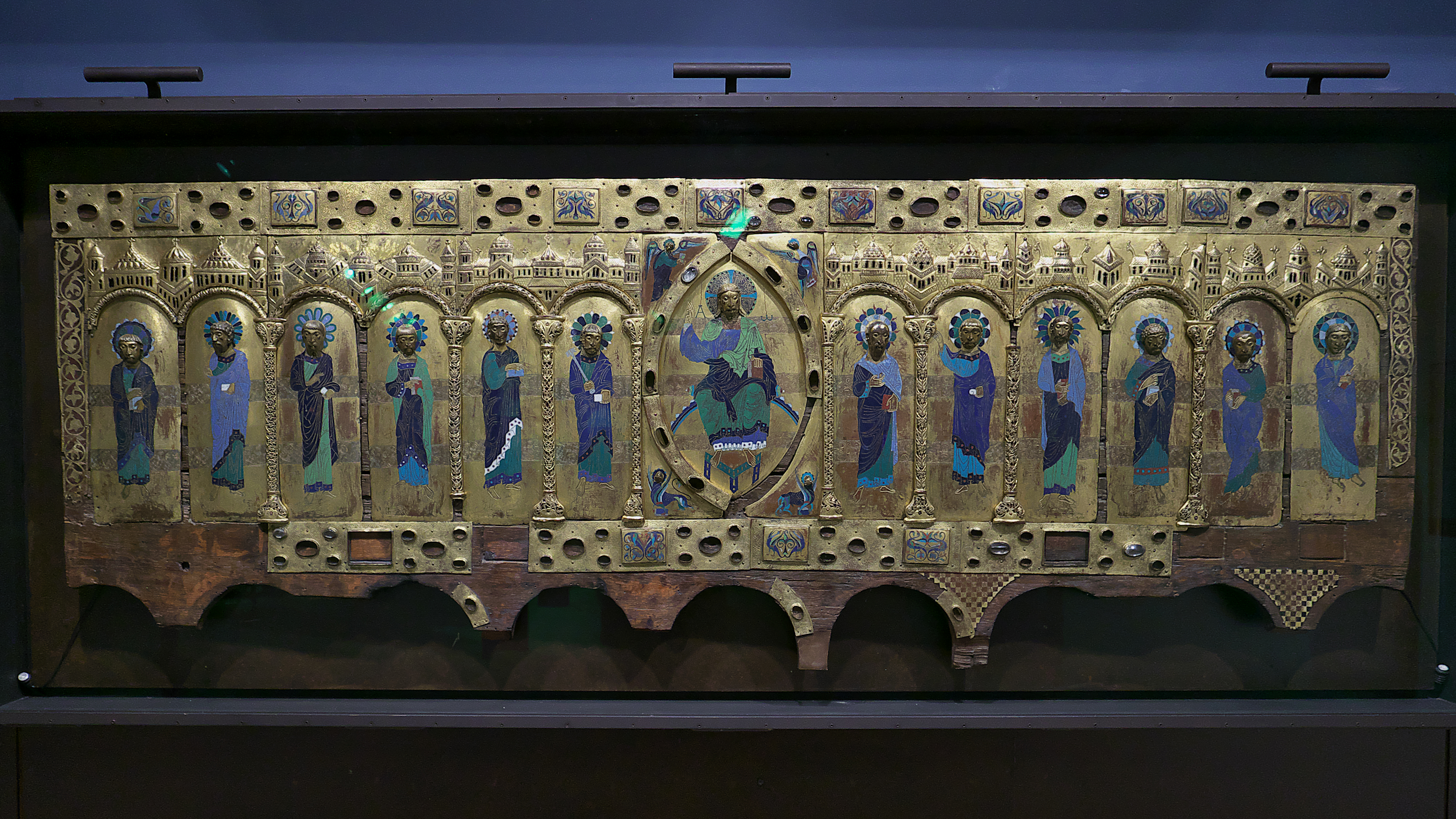
Frontal de la urna sepulcral de Santo Domingo de Silos
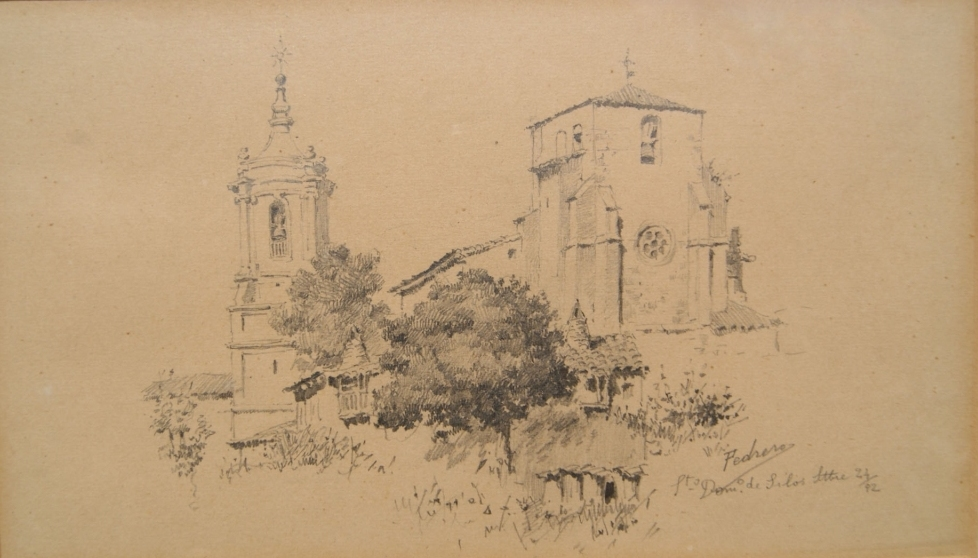
Dibujo original, Santo Domingo de Silos, 24.9.1892, por Mariano Pedrero

## En la literatura
- El poeta Gerardo Diego visitó Silos en julio de 1924, durmió en su hospedería y allí escribió en el álbum de visitas el soneto «El ciprés de Silos», incluido luego en su libro Versos humanos, premio nacional de literatura de 1925.[2][3]
- En El nombre de la rosa de Umberto Eco se afirma que la copia del segundo libro de la Poética de Aristóteles fue tomada del monasterio de Santo Domingo de Silos y llevada a la abadía italiana de la novela de Eco.